# Polonium(II)chloride
Polonium(II)chloride is een poloniumzout van waterstofchloride, met als brutoformule PoCl2. De stof komt voor als een hoog-radioactieve rode kristallijne vaste stof.

## Synthese
Polonium(II)chloride kan bereid worden door chlorering van polononium of door dehalogenering van polonium(IV)chloride (PoCl4). Dit laatste kan op een aantal manieren:
- Thermische ontleding bij 300 °C
- Reductie van polonium(IV)chloride met zwaveldioxide
- Verhitting van polonium(IV)chloride in gasvormig koolstofmonoxide of koolstofdisulfide bij 150 °C

## Kristalstructuur en eigenschappen
Polonium(II)chloride kristalliseert uit in een orthorombisch kristalstelsel. Het behoort tot ruimtegroepen P222, Pmm2 of Pmmm, afhankelijk van de kristallisatieomstandigheden. Ieder poloniumatoom wordt omringd door 8 chlooratomen en ieder chlooratoom door 4 poloniumatomen.
Polonium(II)chloride lost op in zoutzuur, waarbij een roze oplossing wordt gevormd. Door toevoeging van kaliumhydroxide aan deze oplossing ontstaat een donkerbruine neerslag van gehydrateerd polonium(II)oxide of polonium(II)hydroxide. Deze verbindingen worden echter snel geoxideerd. Polonium(II)chloride wordt verder ook geoxideerd tot polonium(IV)chloride door waterstofperoxide of door een oplossing van dichloor in water.